# Лергинасара
Лергинасара (Лергинасарах; англ. Lergynasearhagh; ирл. Learga na Saorthach) — деревня в Ирландии, находится в графстве Донегол (провинция Ольстер).